# Olle Andersson (żużlowiec)
Olle Andersson, właśc. Anders Olof Andersson – szwedzki żużlowiec. 
Największy sukces w karierze odniósł w 1956 w Oslo, zajmując III miejsce w finale europejskim i zdobywając awans do finału indywidualnych mistrzostw świata na żużlu w Londynie, w którym zajął XIV miejsce. W latach 1956–1958 trzykrotnie uczestniczył w finałach indywidualnych mistrzostw Szwecji (najlepszy wynik: Sztokholm 1958 – XIII miejsce). 
W lidze szwedzkiej startował w barwach klubów Filbyterna Linköping (1952–1953), Monarkerna Sztokholm (1956) oraz Kaparna Göteborg (1959–1961). Trzykrotny medalista drużynowych mistrzostw Szwecji: złoty (1956) oraz dwukrotnie srebrny (1959, 1961).